# Allison T56
L’Allison T56, désigné Rolls-Royce T56 après 1995, et 501D sur le marché civil, est un turbopropulseur mono-arbre et de conception modulaire conçu à des fins militaires. Le moteur est conçu autour d’un compresseur axial à quatorze étages entraîné par une turbine à quatre étages. Développé dans les années 1950 par Allison Engine Company pour la propulsion de l’avion de transport militaire Lockheed C-130, il commence à être produit à partir de 1954. Depuis 1995, Allison Engine Company est une filiale de Rolls-Royce plc et les moteurs encore produits le sont désormais sous cette marque. En raison de la rare longévité de ce moteur, produit depuis près de six décennies, plus de 18 000 moteurs sont sortis des chaînes de production et il a volé plus de 200 millions d’heures de vol cumulées[Quand ?].

## Origine
Le T56 d'Allison est une évolution de la série des Allison T38/T39/T40. Il prend l'air pour la première fois en 1954, dans le nez d'un B-17 servant de banc d'essai et il est pris en compte dans l'inventaire de l’United States Air Force à partir de 1957 qui en compte 1 238 en janvier 1958.
À l'origine conçu pour motoriser le Lockheed C-130 Hercules, le T56 est également installé sur le P-3 du même constructeur et sur les E-2 et C-2 de Grumman, ainsi que sur des avions de ligne civils tels les Lockheed Electra ou Convair 580.
Une version maritime a été développée, nommée 501K, qui sert encore de générateur électrique à bord de tous les croiseurs et destroyers de la marine américaine.
À bord du C-130J Super Hercules, qui vole pour la première fois en 1996, le T56 se voit remplacé par l'AE 2100 de Roll-Royce, doté d'un double FADEC (régulateur numérique de moteur à pleine autorité) qui contrôle les moteurs et les hélices courbes hexapales fournies par l'entreprise britannique Dowty Rotol.

## Description technique

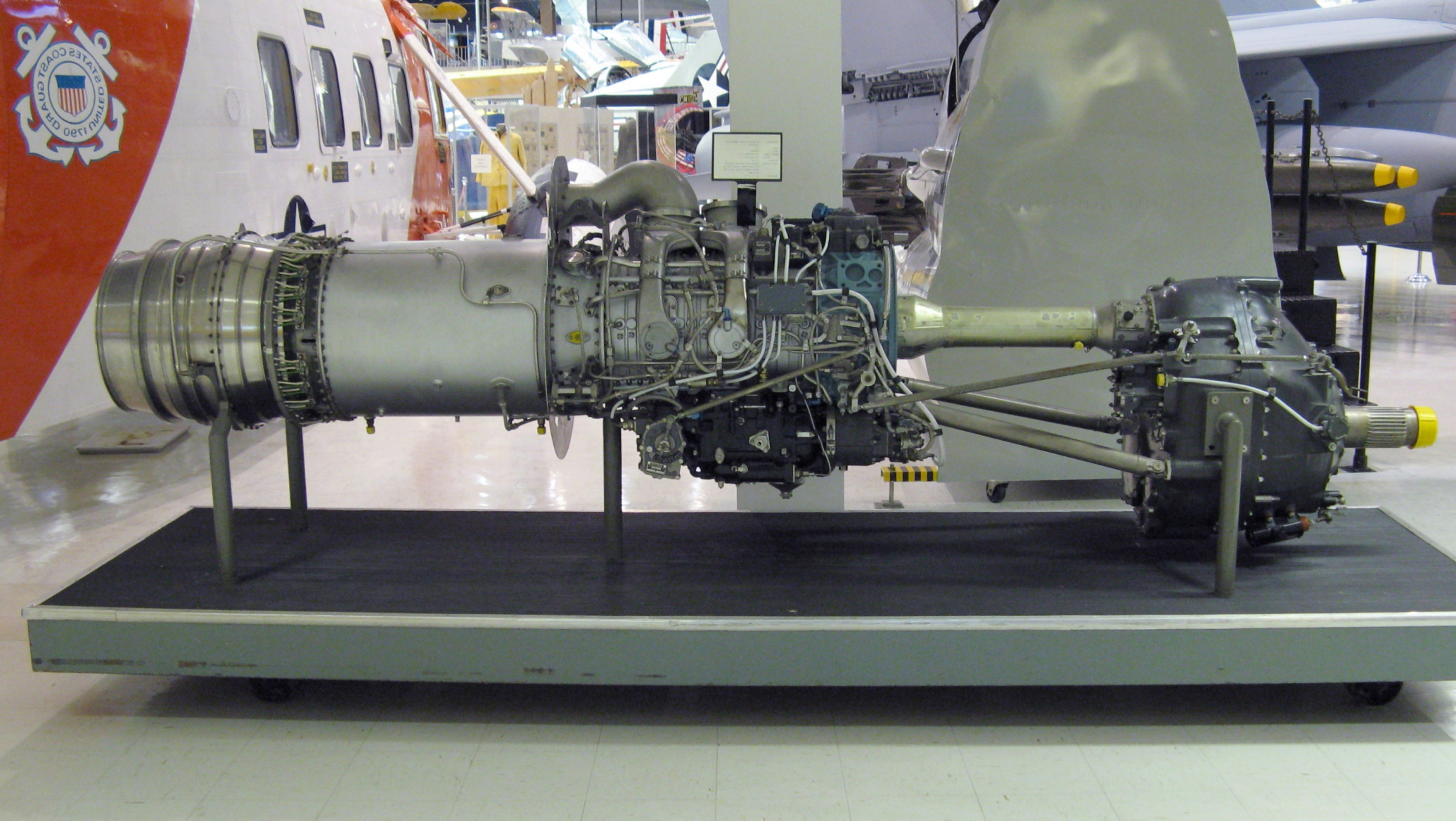
Moteur en exposition.

Le T56 consiste en une turbine à gaz à simple corps, c'est-à-dire que l'ensemble des étages de compression et des turbines sont solidaires du même arbre. En fonctionnement, la turbine tourne à un régime constant, de 13 820 tours par minute, et entraîne le réducteur mécanique, à droite sur la photo, d'un ratio 12,5:1. L'hélice tourne donc à 1105 tours par minute.
La turbine elle-même consiste en un compresseur 14 étages, un ensemble de chambre de combustion et une turbine à quatre étages

## Version et utilisations

### Comme turbopropulseur militaire
- Lockheed Martin C-130A-H, R et T Hercules (transport)
- Lockheed Martin P-3 Orion (patrouille maritime)
- Northrop Grumman E-2 Hawkeye (veille radar)
- Northrop Grumman C-2 Greyhound (transport aéronaval)
- Lockheed CP-140 Aurora (patrouille maritime)

### Comme turbopropulseur civil
- Convair 580 et Convair 5800, remotorisation en remplacement de moteurs à pistons.
- Lockheed L-100 Hercules (dérivé civil du C-130)
- Lockheed L-188 Electra
- Lockheed R7V-2 Constellation (en) - Conçu pour les essais du modèle 501D destiné au L-188 Electra. Surnommé « Elation » pendant les essais[4].
- Aero Spacelines Super Guppy